# Ao
Ao es el Superdios del mundo ficticio y mágico de Abeir-Toril. Como Superdios, todas las deidades de Toril están sujetas a él. Si no fuera por la intervención de Ao en el Era de los Trastornos, probablemente no sería conocido por los mortales de Faerûn. Parece que Ao no quiere ser conocido, puesto que han empezado desaparecer cultos una vez dedicados a él hace un decenio mismo, y el nombre de Ao está desapareciendo misteriosamente de archivos escritos. Ao no se preocupa por los sucesos de Toril ni por las acciones de las otras deidades, mientras las deidades sostienen sus porfolios individuales y no hacen caso completo de sus devotos.

## Creación del Mundo
Ao creó el universo que contiene el mundo de Abeir-Toril. Después de crear el universo, éste era sólo un vacío desocupado, gris, y nebuloso, un lugar eterno de nada que existió antes de que luz y oscuridad llegaran a ser dos cosas distintas. Desde este reino indistinto vinieron las dos diosas gemelas y hermosas Selûne y Shar, diosa de luz y diosa de oscuridad respectivamente.